# Copa del Rey de fútbol sala 2015-16
La Copa del Rey de fútbol sala 2015-16 fue la sexta edición de la Copa del Rey de fútbol sala en España, que organizan conjuntamente la Liga Nacional de fútbol sala y la Real Federación Española de Fútbol. Comenzó el 29 de septiembre de 2015, y terminó el 7 de mayo de 2016 con una final a partido único. La Copa cuenta con la participación de 32 equipos entre Primera División, Segunda División y Segunda División B.

## Dieciseisavos de final
Los dieciseisavos de final se disputaron los días 29 de septiembre de 2015. Los encuentros fueron a partido único y jugó en casa el rival que quedó peor posicionado la temporada anterior. En negrita figuran los equipos que pasaron de ronda.
| Local               | Resultado | Visitante             |
| ------------------- | --------- | --------------------- |
| Mundoseguros        | 2-6       | Jaén Paraíso Interior |
| Silver Novanca      | 3-2       | Levante F. S.         |
| Zamora Futsal       | 1-8       | Ríos Zaragoza         |
| Profiltek           | 0-15      | Barcelona Lassa       |
| FS Talavera         | 3-6       | ElPozo Murcia         |
| Futsal Cartagena    | 5-4       | Jumilla Carchelo      |
| Mosteiro            | 4-2       | Santiago Futsal       |
| Palleja Futsal      | 1-7       | Palma Futsal          |
| Escola Futsal       | 5-6       | Catgas Energía        |
| Zierbana Futsal     | 2-3       | Aspil Vidal Ribera    |
| Naturpellet Segovia | 6-7       | Peñíscola             |
| F. S. Valdepeñas    | 3-2       | Elche Club de Fútbol  |
| Gran Canaria        | 2-9       | Movistar Inter        |
| Real Betis FSN      | 7-4       | UMA Antequera         |
| Cidade de Narón     | 3-8       | Osasuna Magna         |
| O´Parrulo           | 1-3       | Pescados Rubén        |

## Octavos de final
Se disputaron los días 13 y 14 de octubre de 2015 a partido único, en el estadio del rival que quedó peor posicionado la temporada anterior.
| Local                 | Resultado | Visitante      |
| --------------------- | --------- | -------------- |
| PR. Cartagena         | 0-6       | ElPozo Murcia  |
| Silver Novanca        | 3-4       | Peñíscola      |
| Mosteiro              | 3-7       | Catgas Energía |
| Jaén Paraiso Interior | 3-2       | Ríos Zaragoza  |
| FS Valdepeñas         | 0-2       | Palma Futsal   |
| Barcelona Lassa       | 4-1       | Osasuna Magna  |
| Aspil Vidal Ribera    | 3-2       | Pescados Rubén |
| Real Betis FSN        | 2-4       | Movistar Inter |

## Cuartos de final
Se disputó el día 27 de octubre de 2015 a partido único.
| Local                 | Resultado | Visitante      |
| --------------------- | --------- | -------------- |
| Jaén Paraíso Interior | 0-4       | ElPozo Murcia  |
| Aspil Vidal Ribera    | 3-2       | Catgas Energía |
| Barcelona Lassa       | 6-2       | Peñíscola      |
| Movistar Inter        | 1-2       | Palma Futsal   |

## Semifinales
La ida tuvo lugar el 4 de noviembre, mientras que el partido de vuelta se celebró el 23 de febrero.
| Local              | Resultado | Visitante      | Ida | Vuelta |
| ------------------ | --------- | -------------- | --- | ------ |
| Barcelona Lassa    | 4-6       | Palma Futsal   | 1-2 | 4-3    |
| Aspil Vidal Ribera | 4-11      | El Pozo Murcia | 1-8 | 3-3    |

## Final
La final de la Copa del Rey de fútbol sala se disputó el 7 de mayo, en el Pabellón San Pablo de Sevilla.
| Local          | Resultado | Visitante    |
| -------------- | --------- | ------------ |
| El Pozo Murcia | 3-2       | Palma Futsal |